# Valea crucii-Negai (parc)
Valea crucii-Negai (în ucraineană Валекруч-Негай, transliterat: Valecruci-Negai) este un parc și monument al naturii de tip peisagistic de importanță locală din raionul Bârzula, regiunea Odesa (Ucraina), situat la nord-est de orașul Bârzula și la sud de satul Ghidirim. Este administrat de întreprinderea de stat „Silvicultura Kotovsk” (parcelele 37-53).
Suprafața ariei protejate constituie 936 de hectare, fiind creată în anul 1980 prin decizia comitetului executiv regional. Statutul a fost atribuit protecției pădurii, care este dominată de plantații de stejar, în amestec cu arțar, frasin, mesteacăn, etc.